# 金沢市立鞍月小学校
金沢市立鞍月小学校（かなざわしりつ くらつきしょうがっこう、英語: Kanazawa Municipal Kuratsuki Elementary School）は、石川県金沢市南新保町にある公立小学校。

## 沿革
《主要な出典：》
- 1874年（明治07年）1月 - 南新保村など6か村連合協議して、南新保村に村落小学校を創立[4][5]。
- 1875年（明治08年）3月 - 戸水小学校を創立[5]。
- 1876年（明治09年） - 両校それぞれ、立基小学校（南新保校）、歓威小学校（戸水校）と改称[5]。
- 1887年（明治20年）4月 - 尋常科簡易科南新保小学校及び尋常科簡易科戸水小学校を設立[5]。
- 1889年（明治22年）4月1日 - 町村制の施行により、6か村の区域をもって、石川郡鞍月村が発足。両校はそれぞれ鞍月村立となる。
- 1892年（明治25年）4月 - 小学校令により、鞍月村立南新保尋常小学校及び同戸水尋常小学校を設立。
- 1908年（明治41年）7月1日 - 南新保、戸水両校を廃止。統合して鞍月村立鞍月尋常小学校設立[6]。
- 1909年（明治42年）4月5日 - 鞍月村立鞍月尋常小学校校舎落成。
- 1910年（明治43年）4月1日 - 高等科を併置。鞍月尋常高等小学校と改称[5]。
- 1927年（昭和02年）5月5日 - 校舎増築工事落成。
- 1935年（昭和10年）12月16日 - 鞍月村の金沢市編入に伴い、金沢市鞍月高科尋常小学校と改称。
- 1941年（昭和16年）4月1日 - 国民学校令施行に伴い、鞍月国民学校と改称。
- 1947年（昭和22年）4月1日 - 学制改革により、金沢市立鞍月小学校と改称。所在地：金沢市南新保町ロ110番地（旧校舎）[7]。
- 1954年（昭和29年）3月13日 - 創立80周年記念式典挙行。
- 1964年（昭和39年）11月8日 - 創立90周年記念式典挙行。
- 1973年（昭和48年）11月6日 - 創立100周年記念式典挙行。
- 1977年（昭和52年）5月21日 - 新校舎落成式を挙行。総事業費は4億4924万円[8]。所在地：金沢市南新保町リ27番地1（現在地）[9]。
- 1984年（昭和59年）4月1日 - 金沢市立西小学校（wikidata）開校に伴い、鞍月小学校より一部通学区域分離[10]。
- 1996年（平成08年）10月3日 - 校舎第1期大規模改修工事完了。
- 1997年（平成09年）10月15日 - 大規模耐震構造工事完了。
- 2002年（平成14年）3月31日 - パソコン・校内LAN活用開始。
- 2003年（平成15年）3月25日 - 増築棟工事完成。

## 学区
戸水町、南新保町、御供田町、直江町、近岡町、大友町、湊3丁目、湊4丁目(10番地～34番地、40番地～80番地に限る。)、直江東1丁目、直江東2丁目、直江西1丁目、直江南1丁目、直江南2丁目、直江北1丁目、鞍月1丁目、鞍月2丁目、鞍月3丁目、鞍月4丁目、鞍月5丁目、鞍月東1丁目、鞍月東2丁目、大友1丁目、大友2丁目、大友3丁目、戸水1丁目、戸水2丁目

## 周辺
- 金沢市鞍月公民館
- 石川県立中央病院

商業関係
- アルビス大友店
- Ｖ・ドラッグ直江店
- ゲンキー近岡店